# Eleições presidenciais portuguesas de 1996
As quintas eleições presidenciais portuguesas após o 25 de Abril de 1974 tiveram lugar a 14 de Janeiro de 1996.
O ex-primeiro-ministro Aníbal Cavaco Silva anunciou a sua intenção de se candidatar após a retumbante derrota do PSD, que liderara durante dez anos, nas legislativas do ano anterior. O seu principal oponente viria a ser o ex-Presidente da Câmara de Lisboa, Jorge Sampaio, que o derrotaria por uma margem de 400 mil votos.
Os outros dois candidatos, Jerónimo de Sousa (pelo PCP) e Alberto Matos (pela UDP) desistiram da candidatura a favor de Sampaio, que foi empossado para o seu primeiro mandato em 9 de Março de 1996.
Cavaco obteve a maior parte dos seus votos no Norte e Interior do país (região que já havia votado maciçamente no PSD nas anteriores eleições legislativas e autárquicas, e que levou à popularização da alcunha Cavaquistão para designar essa zona onde colhia maior número de apoiantes — sobretudo o distrito de Viseu). Também no distrito de Leiria e nas regiões autónomas colheu a maioria dos votos.

## Debates
| Debates para as eleições presidenciais portuguesas de 1996 | Debates para as eleições presidenciais portuguesas de 1996 | Debates para as eleições presidenciais portuguesas de 1996 | Debates para as eleições presidenciais portuguesas de 1996 | Debates para as eleições presidenciais portuguesas de 1996 | Debates para as eleições presidenciais portuguesas de 1996 | Debates para as eleições presidenciais portuguesas de 1996 | Debates para as eleições presidenciais portuguesas de 1996 |   |   |   |       |
| Data                                                       | Emissora                                                   | Moderador(es)                                              | P Presente A Ausente N Não Convidado                       | P Presente A Ausente N Não Convidado                       | P Presente A Ausente N Não Convidado                       | P Presente A Ausente N Não Convidado                       | Refs                                                       |   |   |   |       |
| Data                                                       | Emissora                                                   | Moderador(es)                                              | Sampaio                                                    | Silva                                                      | Sousa                                                      | Matos                                                      | Refs                                                       |   |   |   |       |
| ---------------------------------------------------------- | ---------------------------------------------------------- | ---------------------------------------------------------- | ---------------------------------------------------------- | ---------------------------------------------------------- | ---------------------------------------------------------- | ---------------------------------------------------------- | ---------------------------------------------------------- | - | - | - | ----- |
| Data                                                       | Emissora                                                   | Moderador(es)                                              | 14 de dezembro de 1995                                     | RTP1 RR                                                    | Maria Elisa Domingues José Eduardo Moniz                   | P                                                          | Refs                                                       | P | P | N | [ 2 ] |
| Dezembro de 1995                                           | SIC                                                        | Margarida Marante Miguel Sousa Tavares                     | P                                                          | P                                                          | N                                                          | N                                                          | [ 3 ]                                                      |   |   |   |       |

## Tabela de resultados oficiais
| Candidato               | Candidato               | Partidos apoiantes           | 1ª Volta  | 1ª Volta        |
| Candidato               | Candidato               | Partidos apoiantes           | Votos     | %               |
| ----------------------- | ----------------------- | ---------------------------- | --------- | --------------- |
|                         | Jorge Sampaio           | PS, PCP, PEV, UDP, PCTP/MRPP | 3 035 056 | 53,91 / 100,00  |
|                         | Aníbal Cavaco Silva     | PPD/PSD                      | 2 595 131 | 46,09 / 100,00  |
|                         | Jerónimo de Sousa       | PCP, PEV                     | Desistiu  | Desistiu        |
|                         | Alberto Matos           | UDP                          | Desisitu  | Desisitu        |
| Votos Inválidos         | Votos Inválidos         | Votos Inválidos              | 132 791   | 2,30 / 100,00   |
| Total                   | Total                   | Total                        | 5 762 978 | 100,00 / 100,00 |
| Eleitorado/Participação | Eleitorado/Participação | Eleitorado/Participação      | 8 693 636 | 66,29 / 100,00  |
| Fonte                   | Fonte                   | Fonte                        | [ 5 ]     | [ 5 ]           |

## Resultados por Círculo Eleitoral
| Círculo eleitoral | %     | %     |
| Círculo eleitoral | JS    | ACS   |
| ----------------- | ----- | ----- |
| Açores            | 43,60 | 56,40 |
| Aveiro            | 43,04 | 56,96 |
| Beja              | 79,15 | 20,85 |
| Braga             | 45,79 | 54,21 |
| Bragança          | 40,17 | 59,83 |
| Castelo Branco    | 55,50 | 44,50 |
| Coimbra           | 54,37 | 45,63 |
| Évora             | 73,32 | 26,68 |
| Faro              | 58,45 | 41,55 |
| Guarda            | 44,00 | 56,00 |
| Leiria            | 40,41 | 59,59 |
| Lisboa            | 60,98 | 39,02 |
| Madeira           | 39,58 | 60,42 |
| Portalegre        | 69,38 | 30,62 |
| Porto             | 51,85 | 48,15 |
| Santarém          | 57,50 | 42,50 |
| Setúbal           | 74,51 | 25,49 |
| Viana do Castelo  | 41,57 | 58,43 |
| Vila Real         | 39,64 | 60,36 |
| Viseu             | 36,97 | 63,03 |
| Portugal          | 53,91 | 46,09 |

## Ligações Externas
- Comissão Nacional de Eleições.